# 156P/Russell-LINEAR
156P/Russel-LINEAR est une comète périodique qui a été co-découverte par les télescopes de 1 mètre du programme Lincoln Near-Earth Asteroid Research (LINEAR) à Socorro.